# 정성천
정성천 (崔眞喆, 1971년 5월 30일 ~ )은 대한민국의 전 축구 선수 및 현 지도자로 현역 시절 할렐루야 축구단과 대전 하나 시티즌에서 공격수로 활약했으며 현재 라오스 여자 축구 국가대표팀의 사령탑을 맡고 있다.

## 축구인 생활

### 선수 생활
정성천은 성균관대 졸업 후 할렐루야 축구단에서 골잡이로 이름을 떨쳤으며 신생팀 대전 시티즌의 창단멤버로 입단하였는데 데뷔 첫 해 5골(컵대회 3 정규 2), 다음 해인 1998년 5골(컵대회 1 정규 4)을 기록했지만 확실한 골결정력을 보여주지 못하여 1999년에는 벤치를 지치는 경우가 많아 2골(모두 정규)에 그쳤으나 2000년 6골(컵대회 2 정규 4)을 기록하여 최고의 시즌을 보냈다.
그러나, 2001년에는 3월 무릎통증을 호소하여 정규시즌 2경기(9월 초) 밖에 나서지 못했고 이 해를 끝으로 은퇴했는데 이적없이 대전 시티즌의 원클럽맨으로 활약했다.

### 지도자 생활
은퇴후 거제고등학교 코치를 시작으로 지도자로만 8년을 활약했고, 2005년 추계 전국고등축구대회 우승으로 우수지도자상을 수상하였다.
2009년 서울시축구협회 유소년 리그팀장을 맡았었고, 2010년 대한축구협회 전임지도자를 하다가 2010년 FIFA U-20 여자 월드컵을 앞두고 최인철 감독의 밑으로 대한민국 U-20 여자 축구 국가대표팀의 코치로 취임해 한국이 3위를 거두는 데 큰기여를 했다.
그 뒤 대한민국 여자 축구 국가대표팀의 코치를 맡아 2010년 아시안게임과 2014년 아시안게임에서 한국의 동메달 획득에도 기여했으며, 2015년 FIFA 여자 월드컵에서 한국의 16강 진출을 이끌어내기도했다.
2012년부로 대한민국 U-20 여자 축구 국가대표팀 감독도 병행하기 시작했고, 2012년 FIFA U-20 여자 월드컵과 2014년 FIFA U-20 여자 월드컵 8강 진출을 이끌어냈다.
2018년 11월 설기현 감독의 후임으로 성균관대학교 감독이 되었다.
2019년 11월 최인철 감독의 후임으로 인천 현대제철 레드엔젤스 감독이 되었다.